# Kaskaskia River
Kaskaskia (ang. Kaskaskia River) – rzeka w amerykańskim stanie Illinois, dopływ Missisipi.